# Жан-Люк Сандос
Жан-Люк Сандос ( фр. Jean-Luc Sandoz, нар .1 августа 1960 г. в Монтадоне) — французсько-швейцарський інженер, спеціалист по проєктуванню деревянних конструкцій. Вчений, викладач, засновник ряду компаній в галузі інжинірингу, дерев'яного домобудування та експертних досліджень    .

## Біографія

### Походження та освіта
Жан-Люк Сандос народився у Верхньому Ду, гірській частині французького департаменту Ду, на кордоні зі Швейцарією, в сім'ї фермерів. Його знайомство з деревом почалося з професійної підготовки за спеціальністю « Столяр », потім Жан-Люк здобув професійно-технічну освіту за спеціальністю «Краснодеревник» та диплом техніка вищої кваліфікації за профілем « Дерев'яне домобудування » у «Лісовому ліцеї» в Мушарі  
У 1983 р. Жан-Люк став випускником Вищої національної школи деревообробних технологій та промисловості . У 1985 р. він почав роботу над докторською дисертацією, яка була присвячена застосуванню ультразвуку для визначення міцності дерева. Проводилась вона під керівництвом професора Юліуса Наттерера у Федеральній політехнічній школі Лозанни  . 1990 р. пан Сандос отримав докторський ступінь  .
Задане Ж.-Л. Сандосом напрям роботи з деревиною пізніше знайшло відображення в Єврокодах - європейських стандартах, прийнятих у 1990-х рр.   .

## Професійна діяльність

### Науково-освітня діяльність
Він продовжив дослідження та розробки у двох основних напрямках: неруйнівні технології для вимірювання міцності деревного матеріалу та оптимізація дерев'яних конструкцій, щоб зробити їх більш доступними в ніші великих розмірів для великих будівель    
У 1993 році він був призначений професором Жан-Клодом Баду під керівництвом Юліуса Наттерера, автор книги Атлас дерев'яних конструкцій  , для посилення досліджень та викладання в галузі дерев'яних конструкцій  . Разом зі своїми співавторами він написав "Construction en Bois".
Він брав участь у створенні магістратури з дерев'яного будівництва для студентів інженерних та архітектурних спеціальностей, яка була розпочата в 1988 році Юліусом Наттерером та Роландом Швейцером. Він також вивів це навчання на міжнародний рівень    .

### Підприємницька діяльність
У 1999 році Жан-Люк Сандоз залишив академічний світ, щоб присвятити себе своїм компаніям CBS, CBT, Ecotim та Lifteam, що входять до групи CBS-Lifteam  . Але він продовжує виступати на конференціях та вебінарах по всьому світу  . Він є світовим експертом у галузі дерев'яного будівництва та експертизи і працює в Лозанні та Парижі   . Він також є винахідником двох передових інструментів для вимірювання міцності дерев'яних конструкцій: Polux та Sylvatest. 

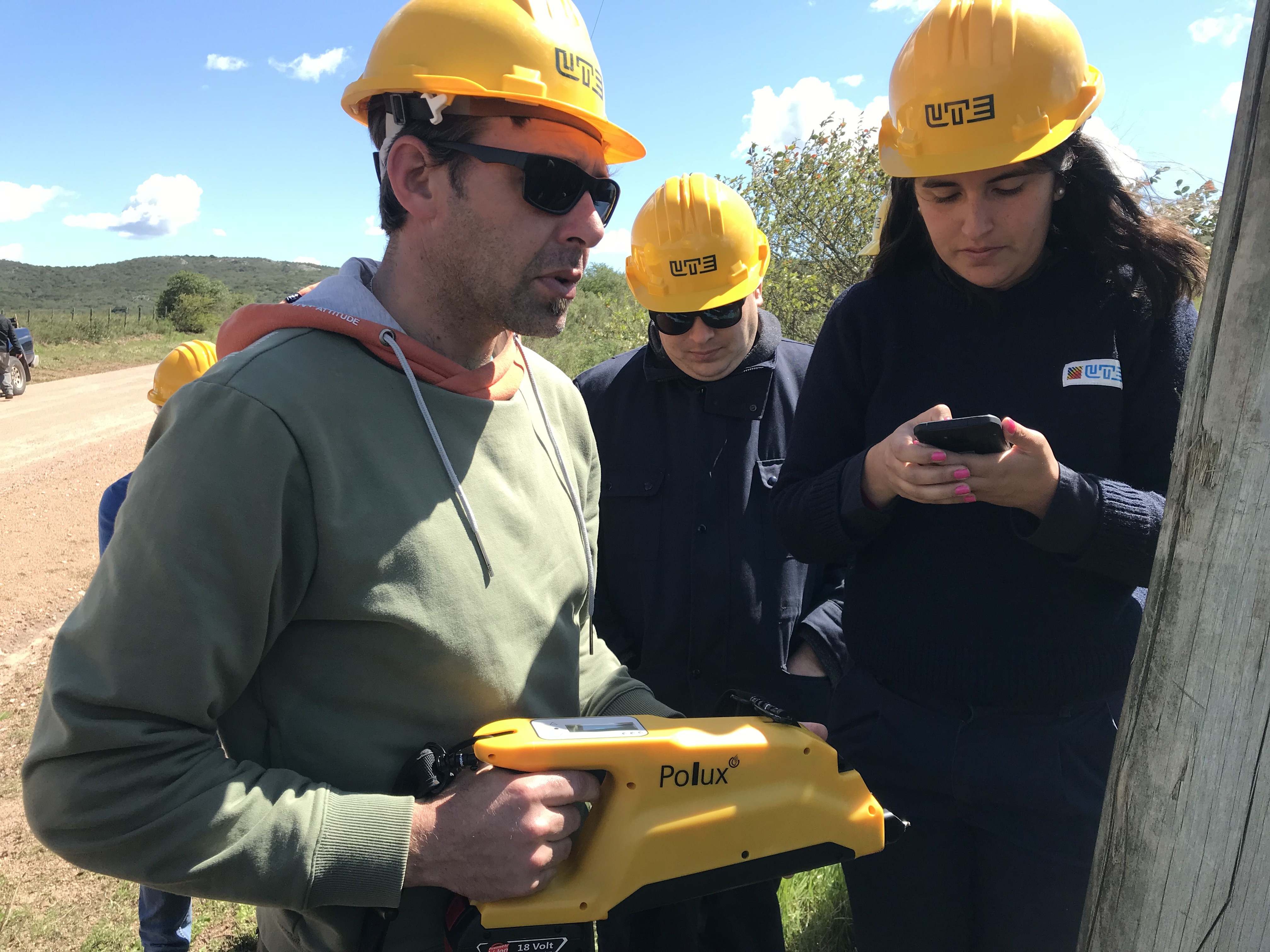
Polux - Випробування дерев'яних стовпів лінії електропередачі
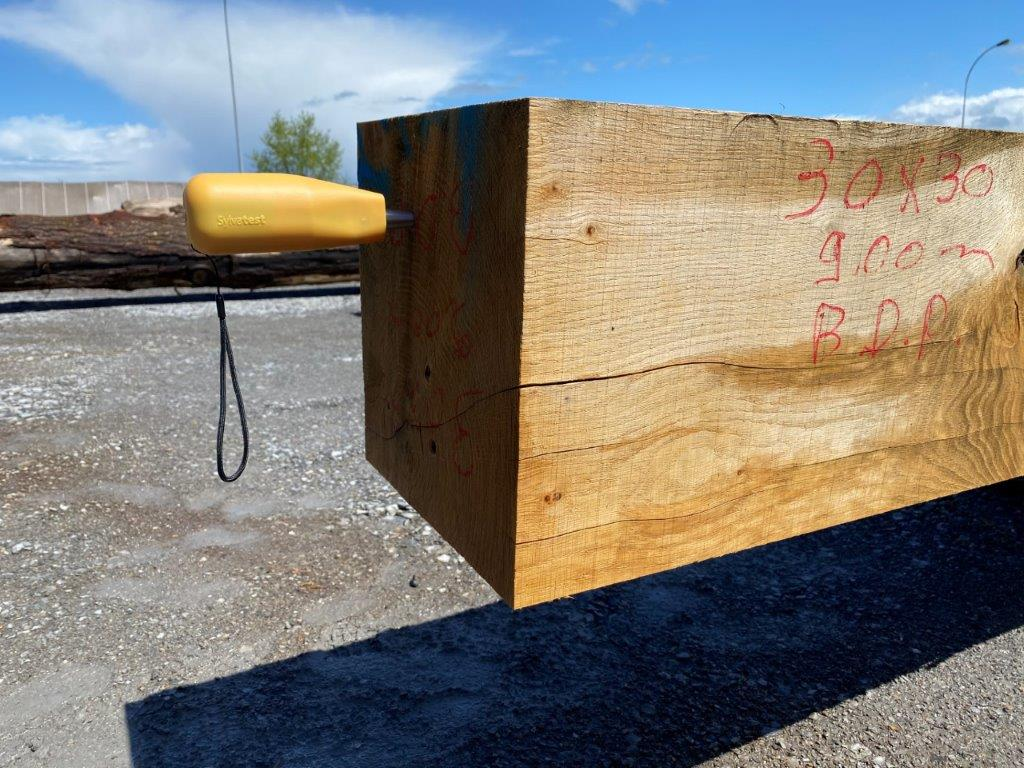
Sylvatest - Собор Паризької Богоматері

У 2021 році його групі CBS-Lifteam в галузі експертизи та будівництва лісоматеріалів буде 30 років    . Діяльність компанії охоплює широкий спектр напрямків: від інженерії до дерев'яного будівництва  та збірного виробництва  .

### Конференції
Жан-Люк Сандоз читав лекції в EPFL до виходу Юліуса Наттерера на пенсію у 2004 році   .
Він виступав у Центрі вищих будівельних досліджень , а також на Міжнародному форумі з дерев'яного будівництва в Німеччині та Франції, на форумі Lignomad в Іспанії, на Салоні деревини Намюра в Бельгії, на Симпозіумі деревини Квебеку в Канаді.

### Експертиза будівель
- У 2002 році він провів експертизу всіх дерев'яних конструкцій та каркасів Палацу правосуддя в Бухаресті, Румунія [24] .
- У 2006-2007 роках у рамках Олімпійських ігор 2008 року в Пекіні ( Китай ) йому було доручено провести експертизу дерев'яних конструкцій імператорського павільйону в Забороненому місті [25] .
- В 2020 він відновив Склади магазинів загального призначення в Парижі за допомогою агентства Calq для групи Icade [26] [27] .

### Будівельні проекти
Жан-Люк Сандос активно застосовує деревину під час зведення найрізноманітніших будівель і споруд. Його професійні знання в галузі структурної інженерії та глибоке розуміння властивостей дерева як будівельного матеріалу дозволяють знаходити найефективніші рішення для використання дерев’яних елементів у різних проектах. Завдяки інноваційному підходу та розробкам проєктного бюро, яке він очолює, Ж.-Л. Сандосу вдається досягати рекордних результатів у довжині прольотів, висоті будівель, тепло- й звукоізоляційних характеристиках, а також суттєво зменшувати рівень викидів парникових газів. Багато проектів пана Сандоса відзначені нагородами           .
- Для Швейцарської національної виставки 2002 року він спільно з компанією Batigroup спроектував та побудував морські платформи, які були встановлені на озерах Невшатель та Б'єнн для розміщення тимчасових виставкових павільйонів [11] [38] . Виготовлена з місцевого дерева, вся дерев'яна конструкція розбирається і повторно використовується після закінчення [11] [39] [40] .
- У 2017 році він брав участь у будівництві Гвіанського космічного центру — символічного проекту, виконаного у партнерстві з JAG Architecture, ОНФ та FCBA для визначення характеристик та застосування місцевої деревини з амазонського лісу для 4-рівневої структури [4] [17] [41] .
- У 2019 році він облицьовує будівлю Vortex, яка служила Олімпійським селом для юнацьких зимових Олімпійських ігор 2020 року в Лозанні, деревом, кесонами та фасадами [42] .
- У 2021 році він побудує ефемерний зал для глядачів для 10-го Міжнародного форуму з дерев'яного будівництва, який служитиме пленарним залом в ефемерному Великому палаці [43] [44] [45] .

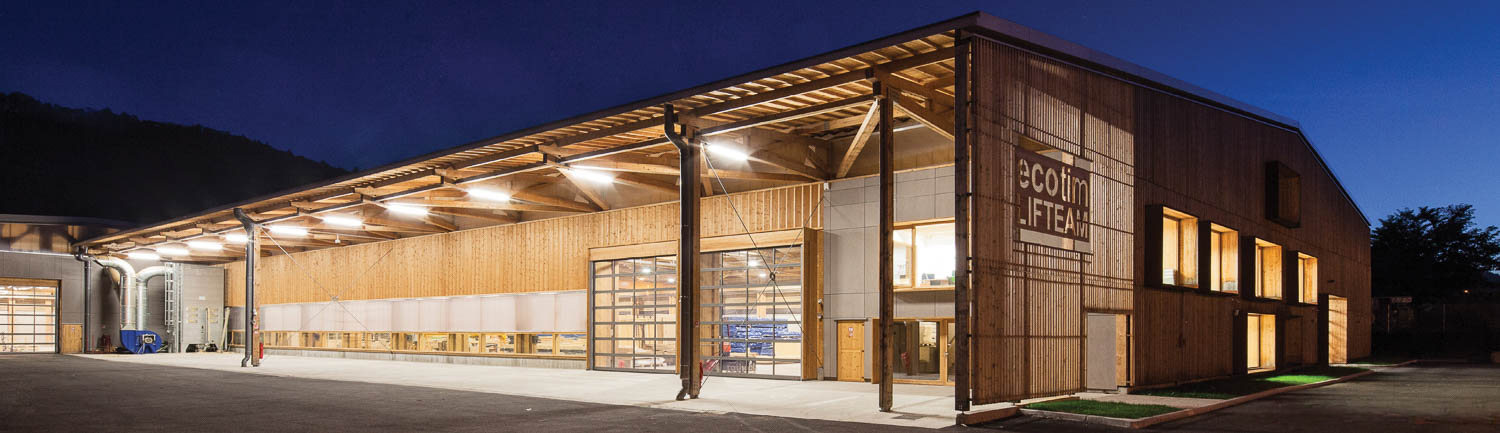
Ecotim II - промышленное здание с пролетом 36 м и мостовым краном грузоподъемностью 9 т, 2011 г. - проект архитектурного бюро Architecture Amiot Lombard
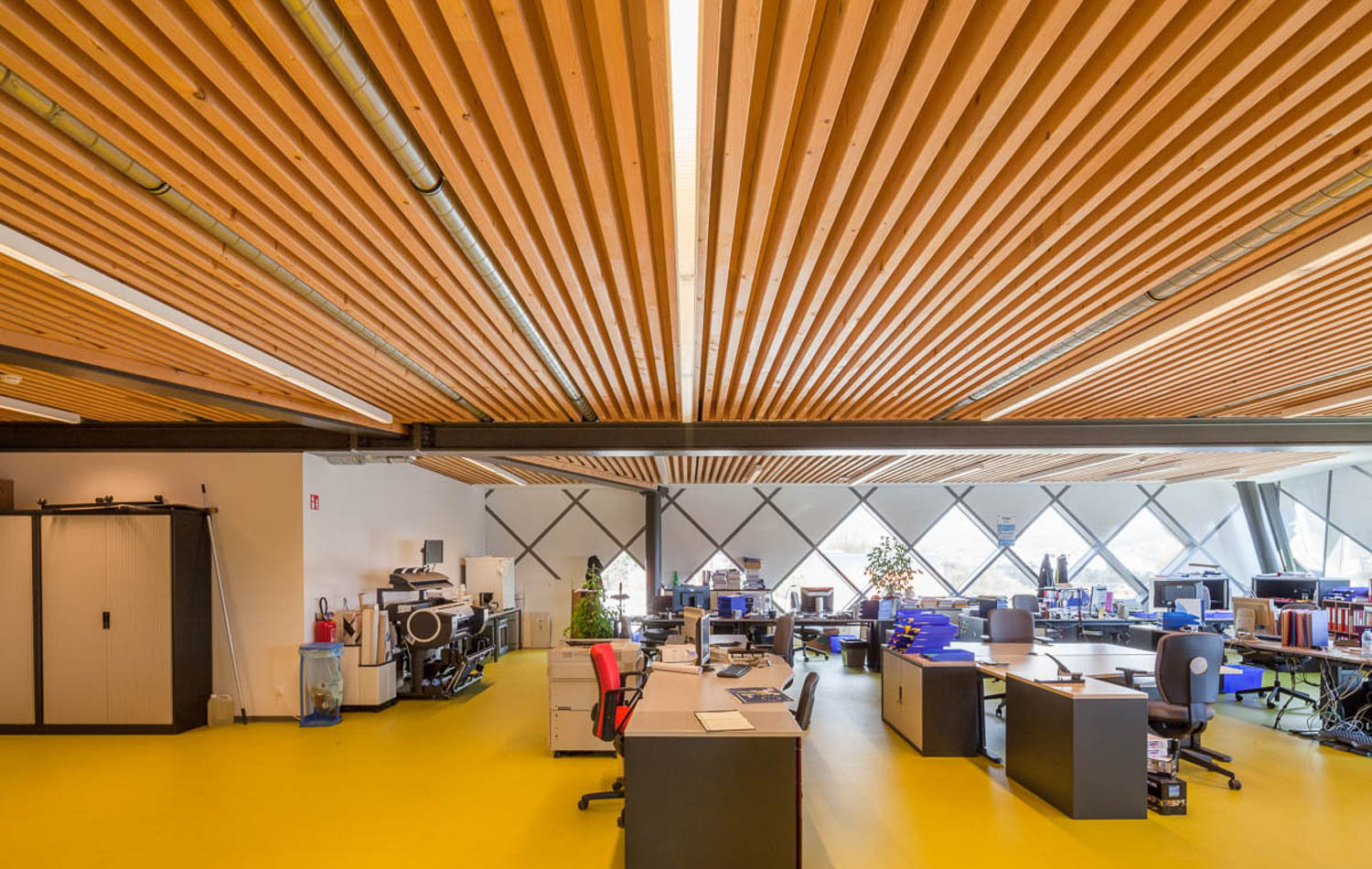
Здание городского муниципалитета г. Эрсталь, потолок с открытыми деревянными и бетонными балками, 2017 г. - проект архитектурного бюро Frédéric Haesevoets Architecture
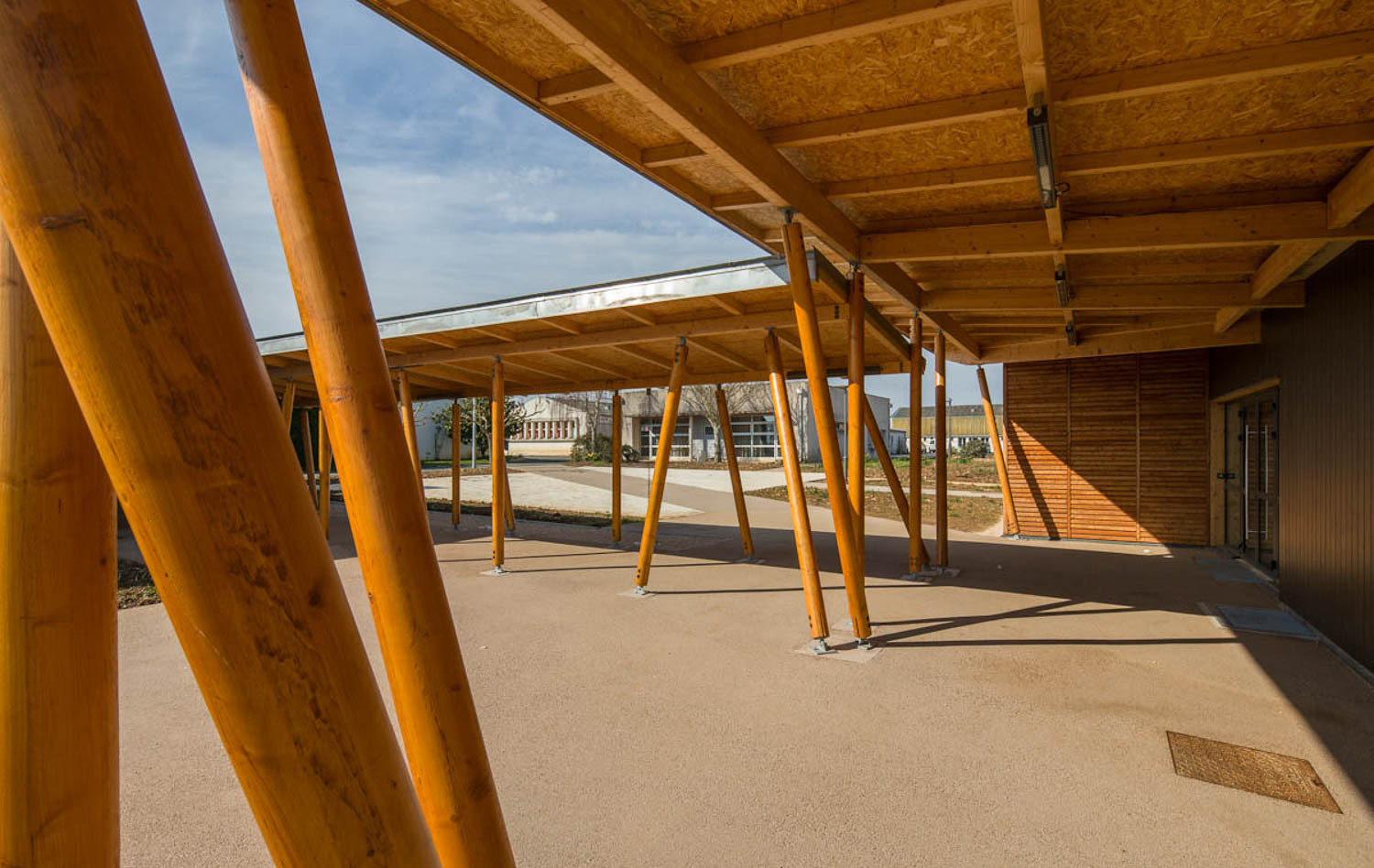
Лицей г. Люсон в Вандее, 2013 г. - проект архитектора Frédéric Fonteneau
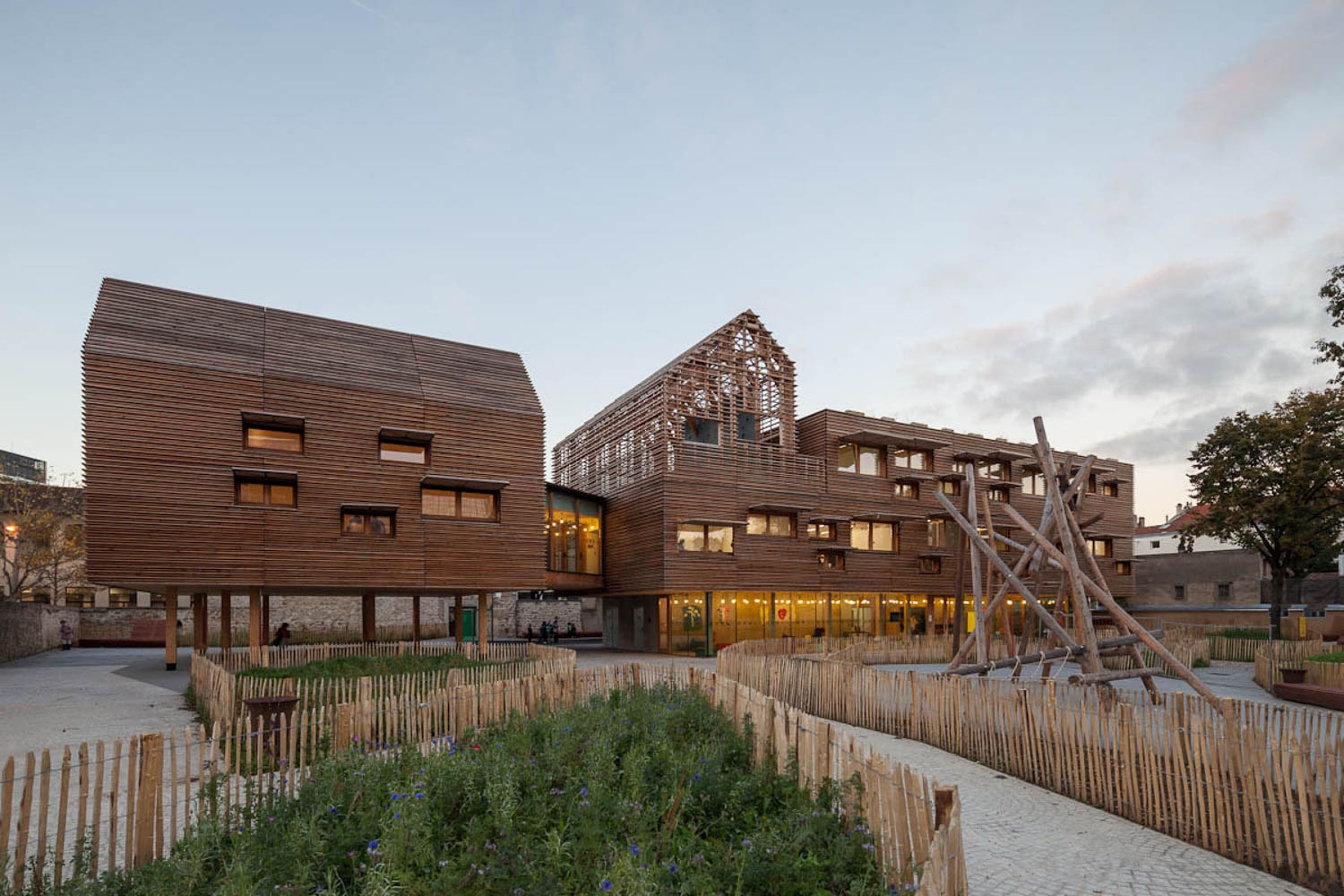
Центр дошкольного воспитания в Курбевуа, 2013 - проект архитектурного бюро K-Architecture
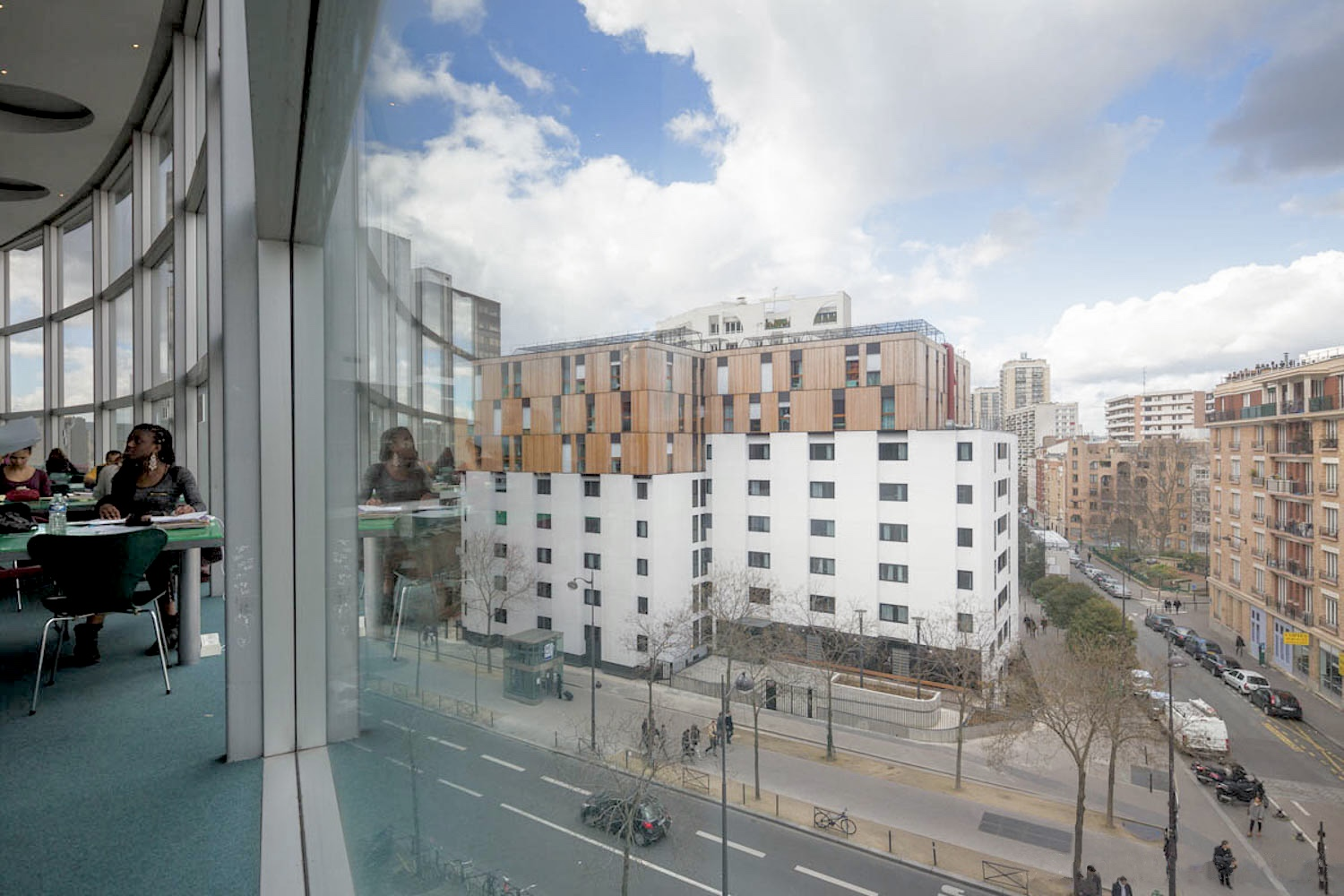
Деревянная надстройка на здании, улица де Толбиак в Париже, 2013 г. - совместный проект с ателье Мари Швейцер
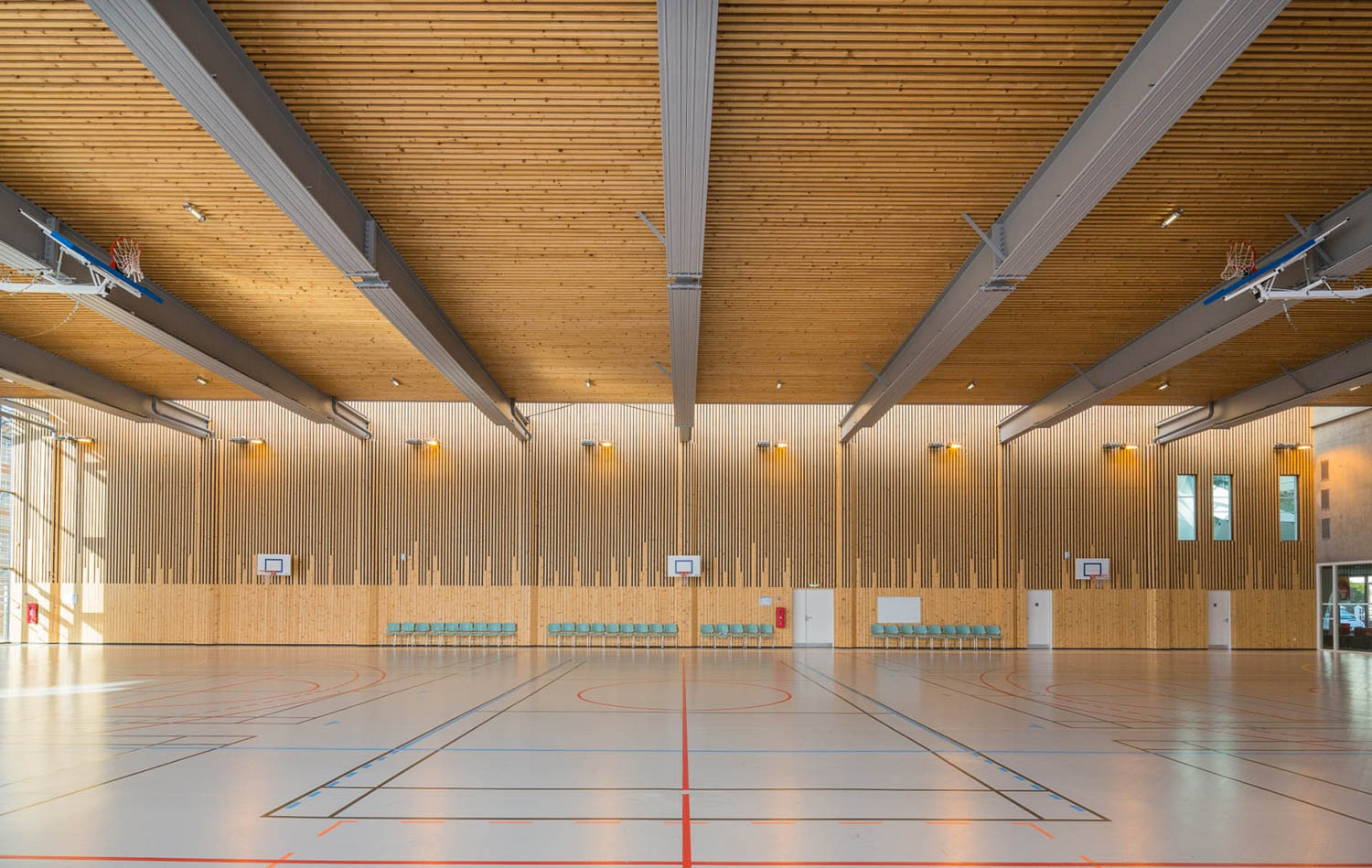
Деревянный спортивный зал, фасады которого обшиты искусственно состаренными серыми деревянными пластинами, Вильнёв-ла-Гаренн, 2011 г. - проект архитектурного бюро Tessier Poncelet Architectes
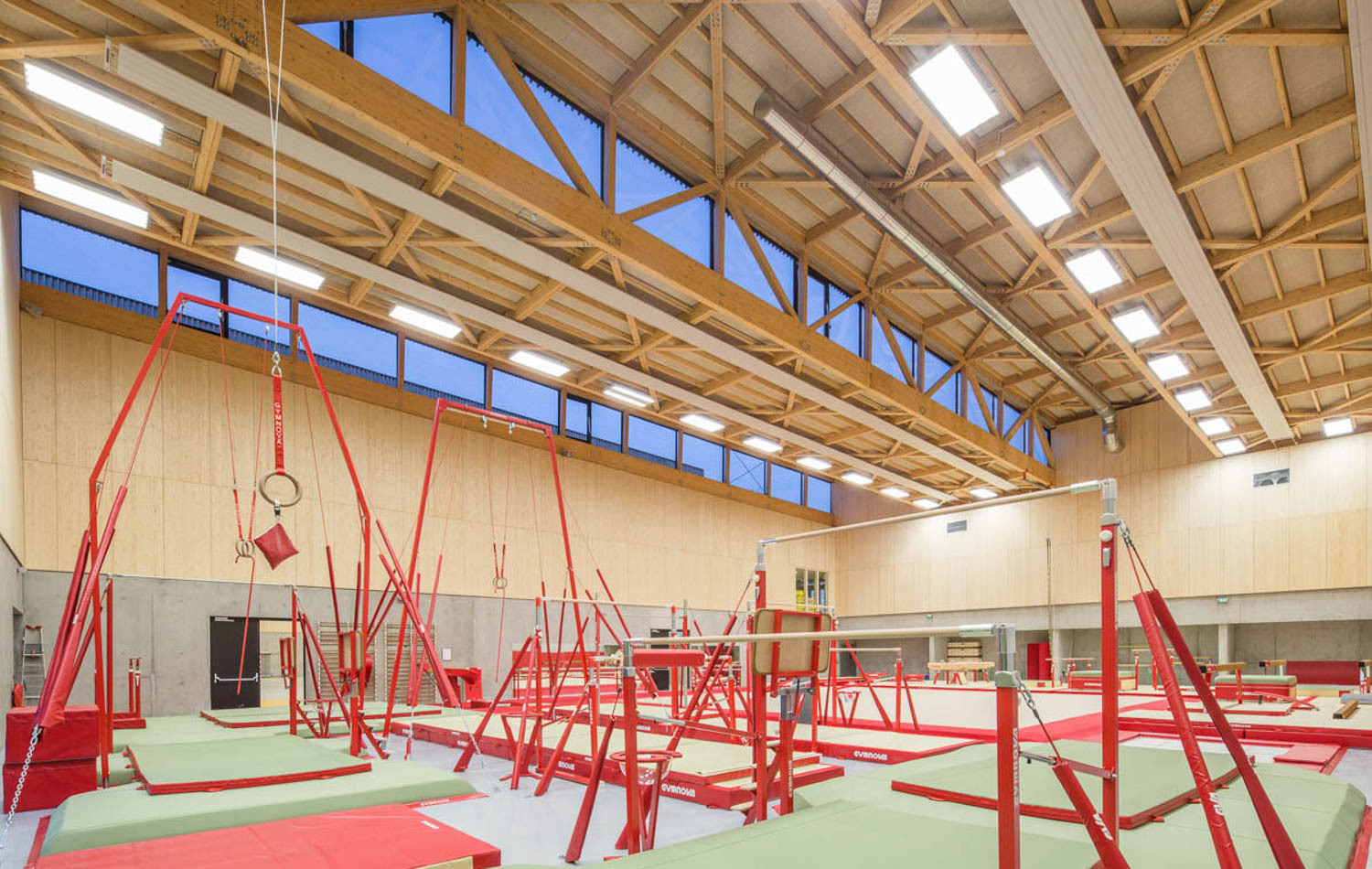
Деревянный спортивный зал имени Хасина Шерифи, получивший приз World Architecture News в 2015 г.[46] - проект архитектурного бюро Tectoniques Architecture
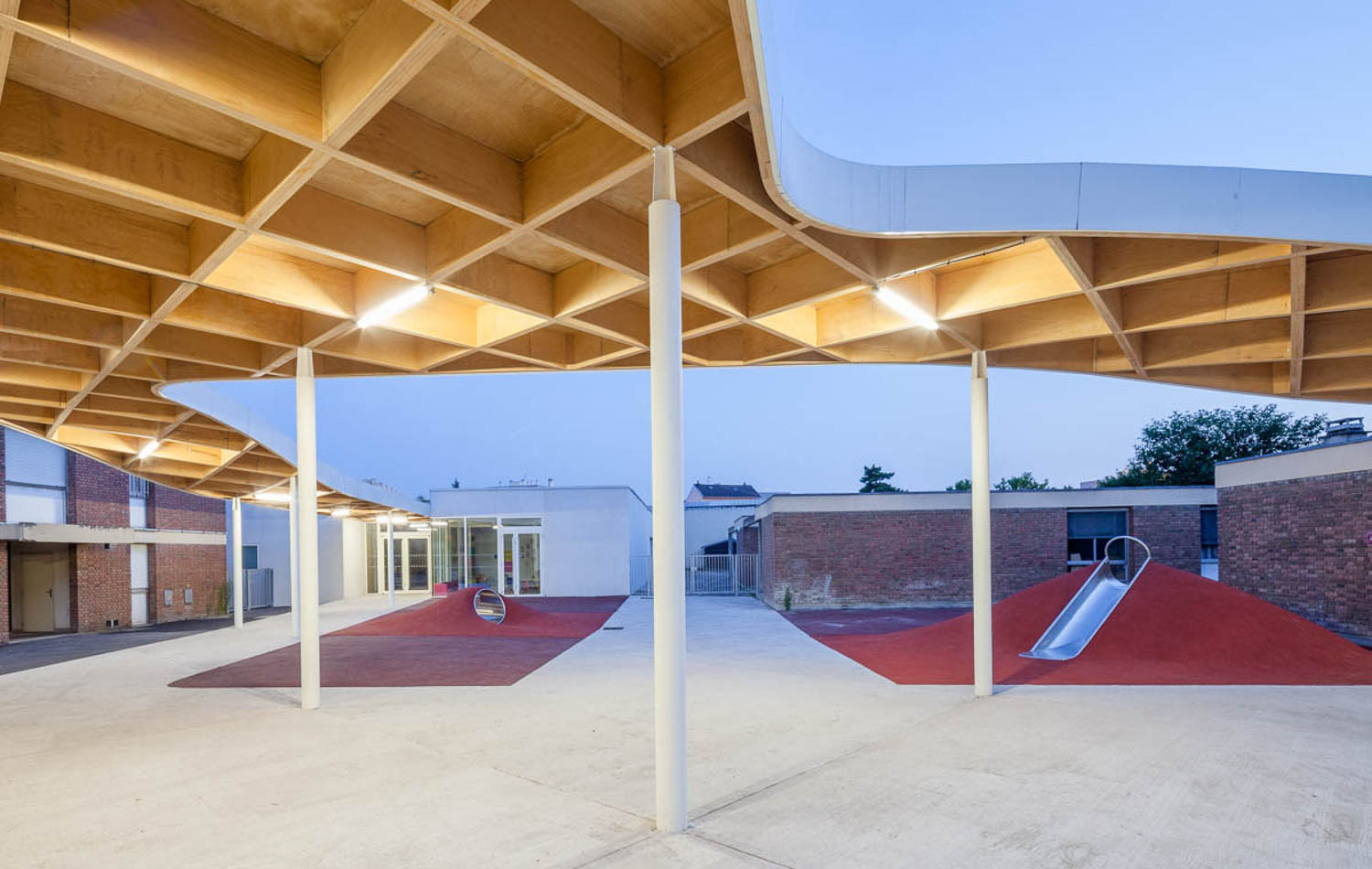
Школа имени Чарли Чаплина, при строительстве которой была впервые использована древесина бука, 2014 - проект архитектурного бюро SAM Architecture
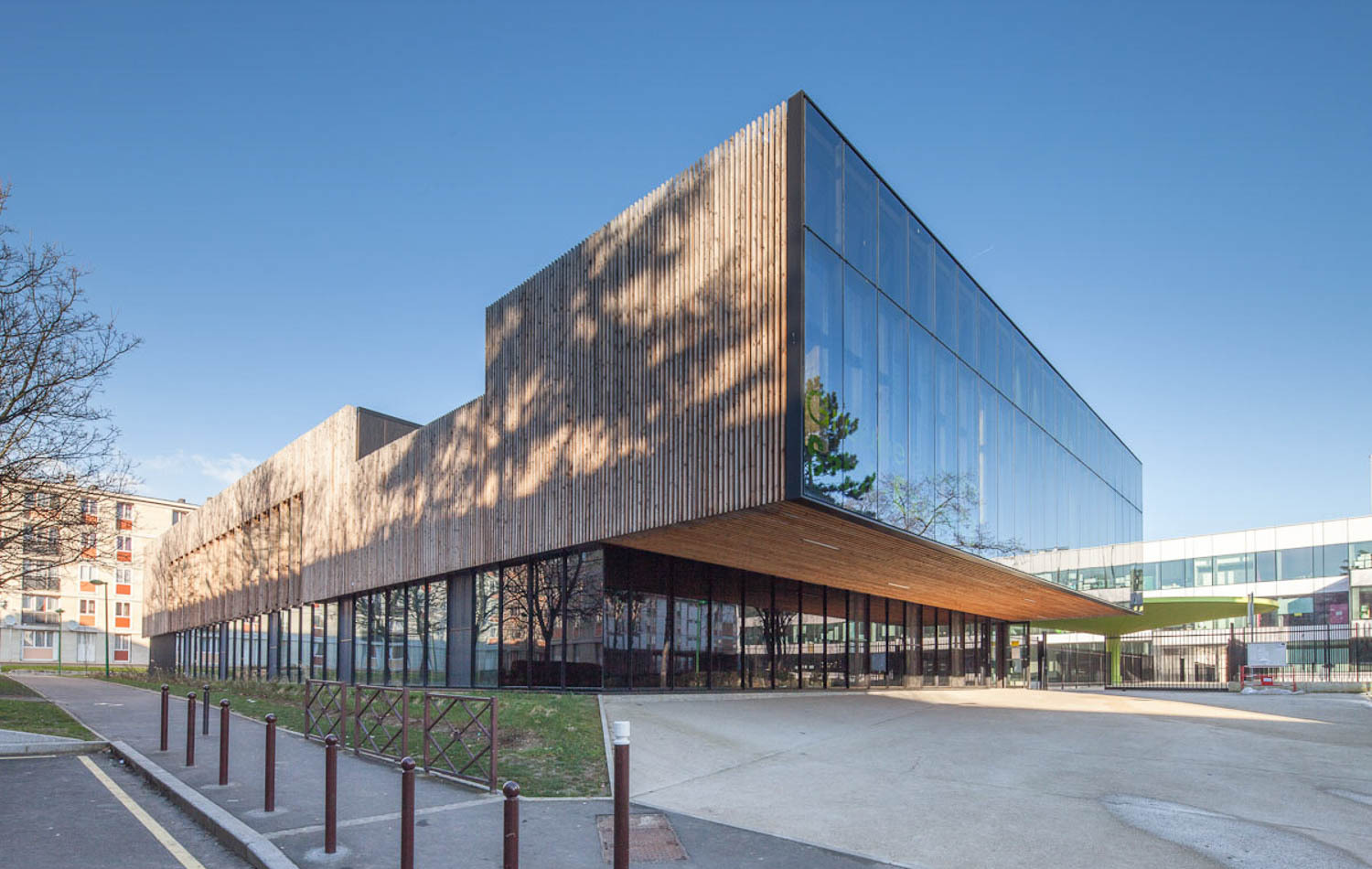
Школьный комплекс имени Сент-Экзюпери, Сарсель,  2011 г. - проект архитектурного бюро Gaëtan Le Penhuel Architectes
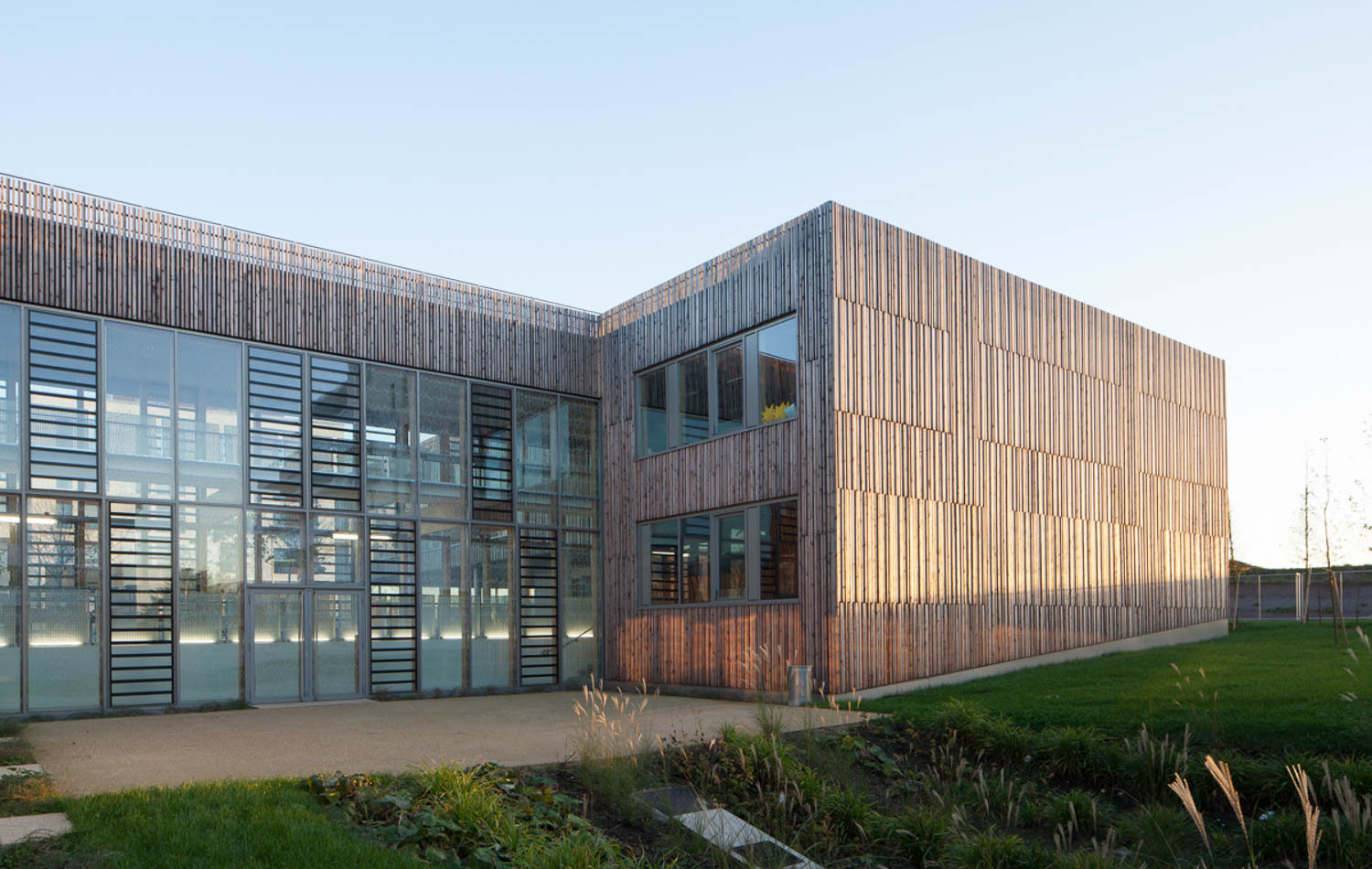
Школьный комплекс, Бретиньи-сюр-Орж, 2013 г. - проект архитектурного бюро TOA Architectes
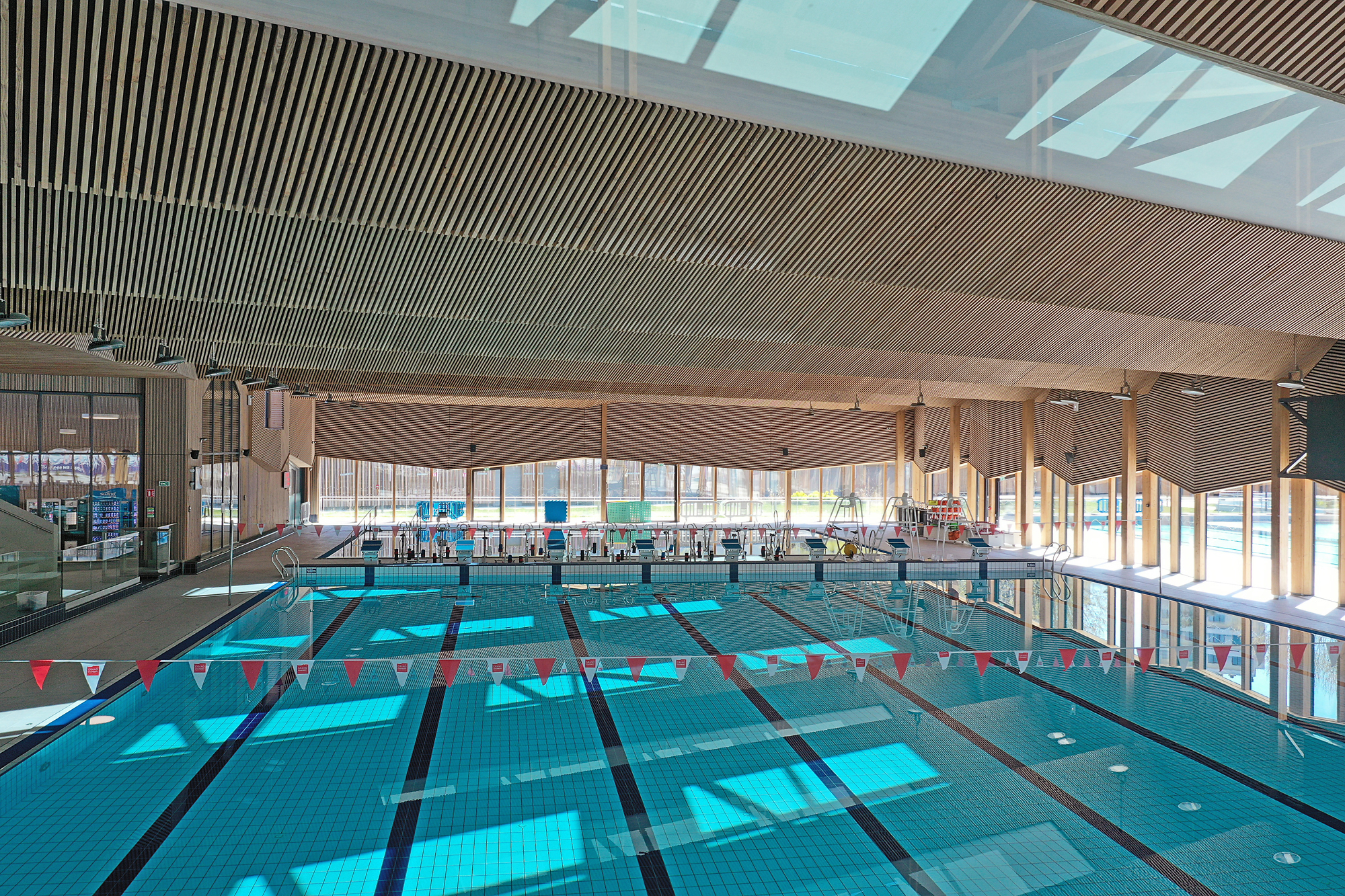
Бассейн, Большой Шамбери, 2020 г. - проект архитектурного бюро ALN Atelien Architecture
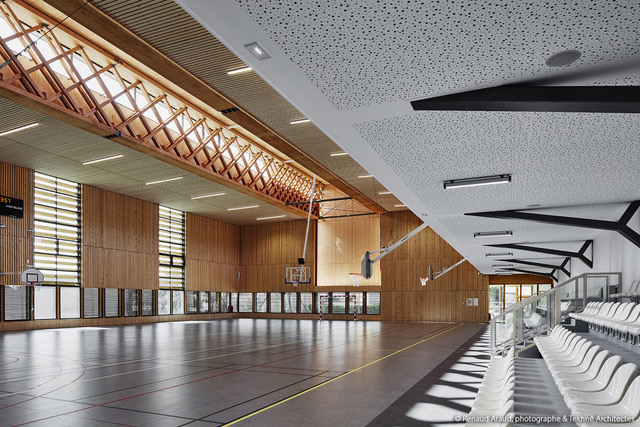
Зал с решетчатыми балками рекордной длины - 45 м, Донзер
Модернизация Управления жилищного фонда Парижа, совместный проект с Мари Швейцер
Пентхаус на улице Жавель, совместный проект с Мари Швейцер

## Наукові праці
- Construction en bois : matériau, technologie et dimensionnement ", том 13 колекції «Наукові статті з цивільного будівництва» (Traité de Génie Civil) Федеральної політехнічної школи Лозанни [48] .

## Нагороди
- Медаль Архітектурної академії у категорії «Інженерно-технічні працівники» (Cadres Techniques d'entreprise) у 2016 р. [49] .
- Лауреат конкурсу La Canopée у категорії «Підприємства» в Нансі 4 березня 2020 р. [50] .

## Філософія

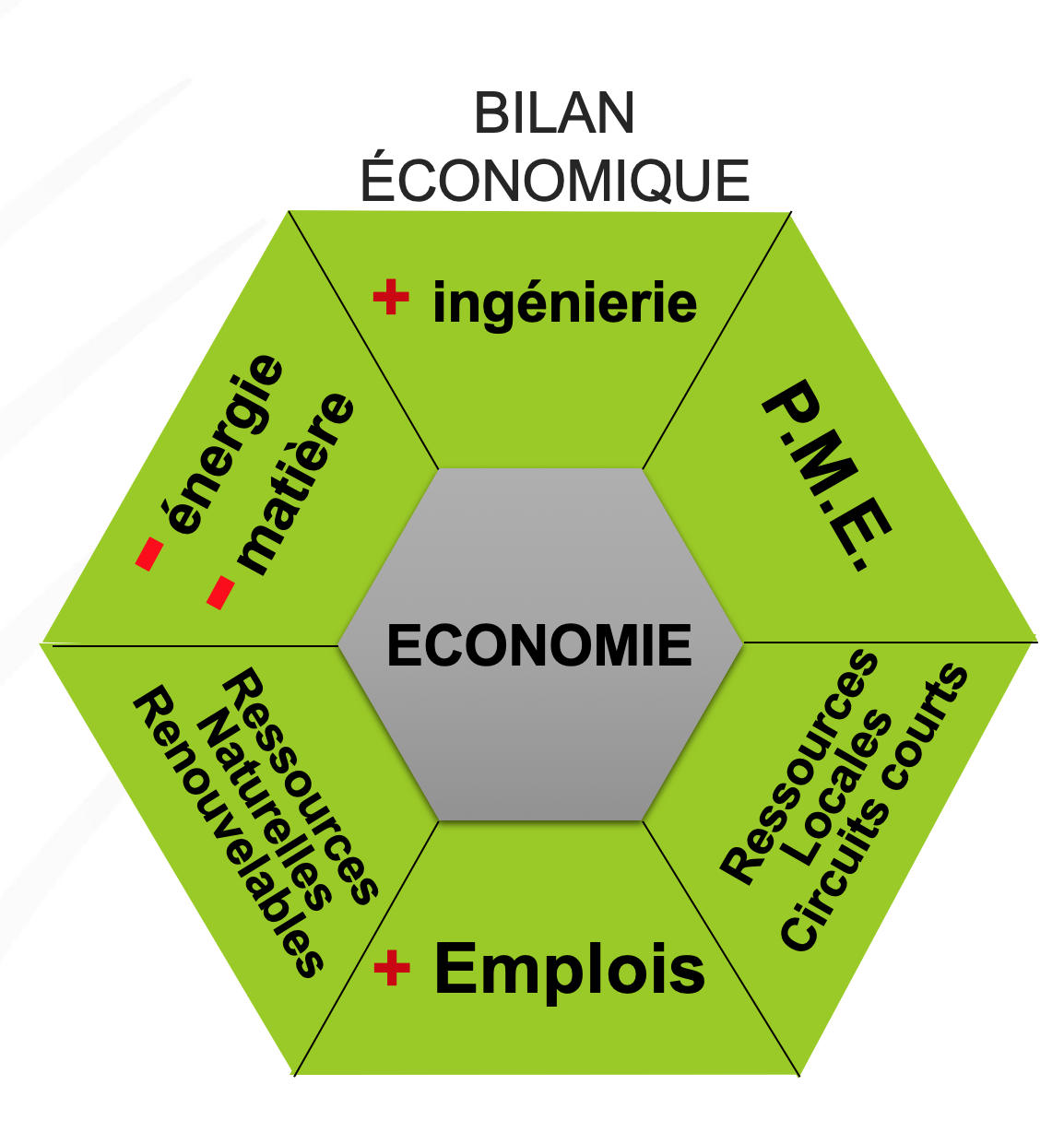
«Більше розробок, менше сировини, більше робочих місць, менше енергії, що витрачається»

Від самого початку своєї професійної кар’єри Ж.-Л. Сандос дотримується принципів сталого розвитку, що найкраще виражає гасло: «Більше інновацій — менше сировини». Його прагнення раціонально використовувати ресурси та залучати місцеві матеріали з метою збереження довкілля та економії базується на глибокому усвідомленні обмеженості природних ресурсів Землі.
Наукові експерти Міжнародного союзу охорони природи, некомерційної організації зі штаб-квартирою у Швейцарії часто ставлять у приклад Ж.-Л. Сандоса як взірець для наслідування завдяки його активному просуванню дерев’яних конструкцій. Він закликає використовувати деревину місцевого походження, зводити споруди без застосування клею та ретельно прораховувати конструкції задля економного й ефективного використання матеріалів — навіть коли йдеться про ресурси, до яких він сам має пряме відношення.
Під час своїх лекцій Жан-Люк Сандос неодноразово наголошує: «Деревина, хоча й є поновлюваним ресурсом, це зовсім не привід витрачати її безконтрольно або обробляти токсичними речовинами». Він також підкреслює: «Додана вартість, що формується на кожному етапі виробничо-збутового ланцюга лісової галузі, забезпечує збереження робочих місць та стабільність соціальних виплат».